# 细嘴短趾百灵
细嘴短趾百灵（学名：Calandrella acutirostris），是百灵科短趾百灵属的一种，是全面迁徙的候鸟，分布于塔吉克斯坦、阿富汗、巴基斯坦、吉尔吉斯斯坦、哈萨克斯坦、孟加拉国、不丹、中国大陆、伊朗、印度、土库曼斯坦、以色列、尼泊尔和乌兹别克斯坦。该物种的保护状况被评为无危。
细嘴短趾百灵的平均体重约为20.2克。栖息地为热带沙漠，主要生活于与短趾沙百灵相似。该物种的模式产地在新疆莎车。

## 亚种
- 细嘴短趾百灵指名亚种（学名：Calandrella acutirostris acutirostris）。在中国大陆，分布于新疆等地。该物种的模式产地在新疆莎车。[4]
- 细嘴短趾百灵西藏亚种（学名：Calandrella acutirostris tibetana）。在中国大陆，分布于甘肃、青海、四川、西藏等地。该物种的模式产地在西藏。[5]